# هاريس سميث
هاريس سميث (بالإنجليزية: Harris Smith)‏ هو صانع أفلام أمريكي، ولد في 8 مايو 1977.

## وصلات خارجية
- هاريس سميث على موقع IMDb (الإنجليزية)